# Prononciation du français
Cette page contient des caractères spéciaux ou non latins. S’ils s’affichent mal (▯, ?, etc.), consultez la page d’aide Unicode.
La prononciation du français indique comment les phonèmes sont combinés dans la langue française. Cet article, qui fournit diverses informations sur la phonologie du français, montre tous les phonèmes habituels et possibles de cette langue en incluant des variétés régionales du français du Canada, de la Belgique et de la France.

## Caractéristiques
Parmi les caractéristiques phonologiques les plus remarquables de la prononciation de la langue française, figurent le son r uvulaire, la présence de voyelles nasales et l’existence de trois processus affectant le son final des mots : 
1. la liaison, instance spécifique de sandhi où la consonne finale des mots n’est prononcée que si elle est suivie d’un mot commençant par une voyelle
2. l’élision, où certaines occurrences de /ə/ (schwa) sont élidées (à la finale devant une voyelle initiale)
3. l’enchaînement où la consonne finale d’un mot et l’initiale d’un mot peuvent être déplacées à travers la frontière syllabique :

Exemple des différents processus :
- Écrit : « On a laissé la fenêtre ouverte. »
- En isolation : /ɔ̃ a lɛse la fənɛːtʁ uvɛʁt/
- En contexte : [ɔ̃.na.lɛ.se.laf.nɛː.tʁu.vɛʁt]

## Inventaire phonétique du français
Le français standard possède 20 à 22 consonnes et 13 à 17 voyelles, selon la façon de compter.[réf. nécessaire]

### Consonnes
|           | Bilabiale | Labio- dentale | Labio- palatale | Labio- vélaire | Dentale | Alvéolaire | Post- alvéolaire | Palatale | Vélaire | Uvulaire |
| --------- | --------- | -------------- | --------------- | -------------- | ------- | ---------- | ---------------- | -------- | ------- | -------- |
| Occlusive | p b       |                |                 |                | t d     |            |                  |          | k ɡ     |          |
| Nasale    | m         |                |                 |                | n̪       |            |                  | ɲ        | ŋ       |          |
| Fricative |           | f v            |                 |                |         | s z        | ʃ ʒ              |          | (ʀ)     | (χ) ʁ    |
| Spirante  |           |                | ɥ               | w              |         |            |                  | j        |         |          |
| Latérale  |           |                |                 |                |         | l          |                  |          |         |          |

1. ↑  Dans la prononciation actuelle, le phonème /ɲ/ se distingue de moins en moins de [nj].
2. ↑  Le phonème /ŋ/ est apparu relativement récemment, avec l'emprunt de mots d'origine anglaise ou chinoise. Les Européens ont tendance à le prononcer [ŋɡ], mais pas les Canadiens.
3. ↑  Selon le locuteur, on observe les allophones: [ʁ], [χ], [ʀ], [x], [ɣ], [r] ou [ɾ].

### Voyelles
|            | Antérieure   | Centrale | Postérieure |
| Fermée     | i y          |          | u           |
| Mi-fermée  | e ø          |          | o           |
| Moyenne    |              | ə        |             |
| Mi-ouverte | ɛ ɛː, ɛ̃, œ œ̃ |          | ɔ ɔ̃         |
| Ouverte    | a            |          | ɑ ɑ̃         |

1. ↑  En français de France, le phonème /ə/ est plutôt arrondi, et il peut être souvent confondu avec le phonème /ø/, le mot je étant par exemple prononcé parfois comme le mot jeu[réf. nécessaire], mais la distinction s'est maintenue en français québécois.
2. ↑  La distinction entre /ɛ/ et /ɛː/, comme dans les mots mettre et maître tend à s'atténuer en français parisien[réf. nécessaire], mais elle reste maintenue en français du Nord, en français de Belgique et en français canadien. En français du Nord et de Belgique, la distinction ne porte que sur la longueur, mais en français canadien, le /ɛː/ se diphtongue en [ɛɪ̯] ou en [aɪ̯].
3. 1 2 3   En français parisien moderne, /ɑ̃/ se prononce [ɔ̃], /ɛ̃/ se prononce [ɑ̃] et /ɔ̃/ se prononce [õ].
4. ↑  Dans la prononciation actuelle dans la moitié nord de la France, dont le français parisien moderne, /œ̃/ tend à disparaître au profit de /ɛ̃/. La distinction s'est généralement conservée dans la moitié sud de la France, en Belgique et au Canada, où par exemple la paire minimale « brin » (/ɛ̃/) et « brun » (/œ̃/) reste bien distincte.
5. ↑  La voyelle /ɔ/ est souvent « désarrondie » et se rapproche du /ʌ/[réf. nécessaire].
6. ↑  La distinction entre /a/ et /ɑ/, comme dans les mots patte et pâte, tend à s'atténuer en France, mais elle reste nette en Belgique et au Canada.

## Prononciation des graphèmes

### Consonnes
| b   | c             | ç   | ch       | d   | f         | g        | gn        | gu              | h     | j   | k        | l                    | m   |
| --- | ------------- | --- | -------- | --- | --------- | -------- | --------- | --------------- | ----- | --- | -------- | -------------------- | --- |
| /b/ | /k/, /s/, /ɡ/ | /s/ | /ʃ/, /k/ | /d/ | /f/       | /ɡ/, /ʒ/ | /ɲ/, /ɡn/ | /ɡ/, /ɡw/, /gɥ/ |       | /ʒ/ | /k/      | /l/                  | /m/ |
| n   | ng            | p   | ph       | q   | qu        | r, rh    | s         | ss              | t, th | v   | w        | x                    | z   |
| /n/ | /ŋ/           | /p/ | /f/      | /k/ | /k/, /kw/ | /ʁ/, /χ/ | /s/, /z/  | /s/             | /t̪/   | /v/ | /w/, /v/ | /ɡz/, /ks/, /s/, /z/ | /z/ |

- c vaut /s/ devant e, i, y (ainsi que devant æ dans certains cas tels que cæcum, ou devant œ dans certains cas tels que cœlacanthe, mais cela reste peu fréquent) ; /k/ ailleurs ; exceptionnellement /g/ (seconde, parfois zinc) ;
- g vaut /ʒ/ devant e, i, y ; /ɡ/ ailleurs ;
- gn vaut /ɡn/ dans des termes techniques latinisants : « igné » /iɡne/ ou /iɲe/, « cognat » /kɔɡna/, « pugnace » /pyɡnas/, « diagnostic » /djagnɔstik/ ; /ɲ/ ailleurs ;
- h ne se prononce pas en français standard, mais peut, placé en début de mot, empêcher la liaison avec le mot précédent (h aspiré) comme dans « les hachures » (/le ʼaʃyʀ/ ou /le .aʃyʀ/), contrairement à « les heures » (/le‿zœʀ/, h muet) ; ou empêcher l'élision de l'article comme dans « le hibou » (/lɘ ibu/, parfois même : /lø ʼibu/), contrairement à « l'homme » (/lɔm/, h muet) ; dans certains cas, très rares, concernant des interjections exclamatives ou onomatopées le “h” se prononce un peu et est perceptible même en français standard comme dans « hop ! » : /hɔp/, parfois atténué en /’ɔp/[3] ;
- s vaut généralement /z/ entre deux voyelles comme dans « rose » (/ʀoz/, qui se dit /ʀɔzə/ en français méridional) ou « maison » (/mɛ.zɔ̃/ en français standard, et qui se dit /me.zɔŋ/ en français méridional) ; exception :  « vraisemblable » → /vʀɛ.sɑ̃.blabl(ə)/, par exemple, peut-être parce que ce mot est un ancien composé de deux mots (« vrai » et « semblable ») et qu'en ce cas le “s” est en début de mot comme dans « sortir » (/sɔʀ.tiʀ/), valant /s/.  La lettre “s” se prononce donc /s/ partout ailleurs qu'entre deux voyelles comme dans « stage » (/staʒ/), « astre » (/astʀ/), ou si elle est doublée entre deux voyelles comme dans « essor » (/e.soʀ/) ;
- ti suivi d'une autre voyelle et non en début de mot se prononce parfois /sj/ comme dans « attention » (/a.tɑ̃.sjɔ̃/) ;
- x peut aussi valoir seulement /k/ dans certains mots où il est suivi d'un “c” qui se prononce /s/ comme dans « excellent » (/ɛk.sɛ.lɑ̃/), « exciter » (/ɛk.si.te/), « exception » (/ɛk.sɛp.sjɔ̃/) (etc.). En revanche il garde sa valeur courante /ks/ dans « excavation » (/ɛks.ka.vɑ.sjɔ̃/), puisqu'ici le “c” se prononce /k/ ;
- en général, les c, d, g, p, r, s, t, x et z finaux ne se prononcent pas, sauf en cas de liaison.

### Voyelles
| a                  | â    | æ        |          | ai       | ain, aim, | an, am      | au       | ay              |
| ------------------ | ---- | -------- | -------- | -------- | --------- | ----------- | -------- | --------------- |
| /a/, /ɑ/           | /ɑ/  | /e/      |          | /e/, /ɛ/ | /ɛ̃/       | /ɑ̃/         | /o/, /ɔ/ | /ɛj/, /aj/, /ɛ/ |
| e                  | ê, è | é        | eau      | ei       | ein, eim  | en, em      | eu       |                 |
| /e/, /ə/, /ɛ/, /ø/ | /ɛ/  | /e/      | /o/      | /e/, /ɛ/ | /ɛ̃/       | /ɑ̃/         | /ø/, /œ/ |                 |
| i                  |      |          |          |          | ien, iem  | in, im      |          |                 |
| /i/, /j/           |      |          |          |          | /jɛ̃/      | /ɛ̃/         |          |                 |
| o                  | ô    | œ        | œu       | oi       | oin       | on, om      | ou       | oy              |
| /ɔ/, /o/           | /o/  | /œ/, /e/ | /œ/, /ø/ | /wa/     | /wɛ̃/      | /ɔ̃/         | /u/, /w/ | /waj/           |
| u                  |      |          |          |          |           | un, um, aun |          |                 |
| /y/, /ɥ/           |      |          |          |          |           | /œ̃/         |          |                 |
| y                  |      |          |          |          | yen       | yn, ym      |          |                 |
| /i/, /j/           |      |          |          |          | /jɛ̃/      | /ɛ̃/         |          |                 |

1. 1 2 3  si ces lettres sont suivies du son /z/, elles sont prononcées fermées (comme avec un accent circonflexe) :

  - a : « case » /kɑz/
  - eu : « creuse » /kʁøz/
  - o : « dose » /doz/
2. 1 2 3 4 5 6 7 8 9 10 11  si ces lettres sont suivies de m, n, h ou d'une voyelle, alors le n ou le m se prononcent au lieu de changer le son de la voyelle précédente
3. 1 2 3 4 5 6  si ces voyelles sont suivies d'une voyelle prononcée, elles deviennent des approximantes :

  - ay : « payer » /pɛje/ ou  /peje/ mais « pays » /pɛi/ ou /pei/. On trouve également /aj/ dans « fayot » /fajo/, « Himalaya » /imalaja/ et « mayonnaise » /majɔnɛz/, et /ɛ/ dans « Tremblay »
  - i : « ciel » /sjɛl/ mais « vie » /vi/, « cil » /sil/, « gui » /ɡi/
  - ou : « oui » /wi/ mais « nouille » /nuj/, « bout » /bu/, « fou » /fu/
  - oy : « royal » /ʁwajal/
  - u : « nuit » /nɥi/ mais « Nuillé » /nyje/, « fut » /fy/, « bu » /by/

Cas particuliers :
en France les sons valant soit /e/ soit /ɛ/ et ceux valant soit /o/ soit /ɔ/ sont par la plupart des locuteurs prononcé /e/ /o/ en syllabes ouvertes et /ɛ/ /ɔ/ en syllabes fermées mais selon les régions de nombreuses exceptions subsistent :
- ai vaut :
  - /e/ en fin de mot comme dans : « gai » /ɡe/, « (je) mangeai » /mɑ̃ʒe/ mais il y a beaucoup d’exceptions où on prononce /ɛ/ comme dans : « vrai » /vʁɛ/, « chai » /ʃɛ/, « balai » /balɛ/ etc. ou encore dans les formes verbales « sais », « vais » ou « sait »[4],[5],[6],[7].
  - /ə/ par tout le monde dans certains cas : « faisan » /fəzɑ̃/, « faisant » /fəzɑ̃/, « faisons » /fəzɔ̃/, « faiseur » /fəzœʁ/, « faisable » /fəzabl/[4],[7],[8].
  - il existe de nombreuses variations de prononciations, dont voici quelques exemples :
    - /e/ ou  /ɛ/ dans « aigu », « aiguiser » et « aiguille »[9].
    - /e/ en fin de verbe certains différencient la première personne du passé simple « je donnai » avec un /e/ et la première personne de l'imparfait « je donnais » avec un /ɛ/ alors que d'autres prononcent toujours /ɛ/[4],[10],[11].
    - Certains auteurs parlent d'harmonie vocalique bien que cette notion n'existe pas habituellement en français pour expliquer la réalisation /e/ lorsque la voyelle de la syllabe suivante est /e/, par exemple : « baiser » /beze/ (/bɛze/ en langage soutenu)[12] mais « baise » /bɛz/. « affairer » /afeʁe/ (/afɛʁe/ en langage soutenu)[13] mais « affaire » /afɛʁ/. On se trouve en fait dans le cas général de l'opposition syllabe ouvertes/syllabes fermées.

- au se prononce /o/ en syllabe ouverte comme dans « chaud », « aubade », « noyau » mais /ɔ/ dans « dinosaure », « paul » (la monnaie), « Paul » (le prénom masculin) ou « saur » (adjectif qui n'est guère usité que dans la locution « hareng saur »).

- ign vaut :
  - généralement /iɲ/ : « signe » /siɲ/, « ligne » /liɲ/, « guigne » /ɡiɲ/, « mignon » /miɲɔ̃/
  - dans le cas d'une voyelle suivie de ign, on peut considérer que seul le digramme gn indique /ɲ/ et que le i forme quant à lui un digramme avec la voyelle précédente : « Montaigne » /mɔ̃tɛɲ/ et non /mɔ̃taɲ/, « Soignes » /swaɲ/ et non pas /sɔɲ/.
  - dans quelques cas archaïques le i fait partie du trigramme consonantique indiquant /ɲ/, utilisé auparavant en Ancien Français, après une voyelle : « oignon » /ɔɲɔ̃/, « Jodoigne » /ʒɔdɔɲ/[14],[15]
    - Pour le cas de « oignon », les Rectifications orthographiques du français en 1990 ont recommandé de remplacer le trigramme désuet ign par le digramme gn, ce qui donne l’orthographe « ognon [16] ».

- il vaut :
  - /il/ presque toujours : « il » /il/, « fil » /fil/
  - /j/ après une voyelle : « ail » /aj/, « seuil » /sœj/
  - attention toutefois à  « fils » /fis/, « fusil » /fyzi/, « gentil » /ʒɑ̃ti/ et « outil » /uti/
  - à noter aussi que certains locuteurs prononcent « persil » /pɛʁsi/, « sourcil » /suʁsi/, etc.

- ill vaut :
  - /ij/ presque toujours:  « bille » /bij/ (/il/ mais exceptionnellement : « mille » /mil/, « ville » /vil/ et « tranquille » /trɑ̃kil/)
  - /j/ après une voyelle, sauf après u où il vaut /ij/ : « caille » /kaj/, « nouille » /nuj/, mais « cuillère » /kɥijɛʁ/

- œ suivi ou non de u se prononce /ø/ ou /œ/ selon le schéma syllabes fermées/ouverte

## Variantes dialectales

### Enfrançais de France
- Selon les accents régionaux, certaines paires de voyelles sont maintenant indifférenciées ou interchangeables :
  - /ɛ/ et /ɛː/ (mettre/maître) (généralement homophones, mais le Nord conserve généralement la différence)
  - /ɛ̃/ et /œ̃/ (brin/brun) (homophones dans la région parisienne, mais le Sud conserve généralement la différence)
  - /a/ et /ɑ/ (patte/pâte) (généralement homophones, surtout dans le Sud)
  - /ɔ/ et /o/  (cotte/côte ou pomme/paume) (homophones dans le Sud)
  - /œ/ et /ø/ (jeune/jeûne) (homophones dans le Sud)
  - /ø/ et /ə/ (deux/de) (généralement homophones[réf. nécessaire])
  - /e/ et /ɛ/ (thé/taie) (homophones sauf généralement dans l'Est[réf. nécessaire])
- Notamment, en français méridional, la distinction entre syllabe « fermée » (se terminant avec une coda en son-consonne) et syllabe « ouverte » (se terminant sans coda sur un son-voyelle) a une incidence beaucoup plus systématique qu'en français standard ou qu'en français septentrional sur la valeur phonétique des sons-voyelles du mot : 
  - ainsi, dans le Sud toutes les syllabes fermées donnent une valeur ouverte (/a/) ou mi-ouverte (/ɛ/, /ɔ/, /œ/) au son-voyelle du noyau syllabique : par exemple « rose » (monosyllabe fermé : [ʁoːz] en français du Nord avec un “o” fermé) se prononce avec un son /ɔ/ mi-ouvert → [ʁɔz] dans le Sud. De même « case » se dit [kɑːz] dans le Nord et [kaz] dans le Sud, comme « jeûne » se dit [ʒøːn] dans le Nord, mais [ʒœn] dans le Midi.

### Enfrançais québécois
- Le /t/ et le /d/ suivis de [i] ou [ɪ] ou [j] ou [y] ou [ʏ] ou [ɥ] deviennent des consonnes affriquées.
  - dix se prononce [d͡zɪs]
  - tuque se prononce [t͡sʏk]

- les voyelles /i/, /u/, /y/ sont relâchées ou non selon la consonne suivante et l'accent. Ces voyelles, si elles sont suivies d'une consonne dans la même syllabe, sont généralement relâchées (certains autres accents permettent de les relâcher encore plus souvent) :
  - pile se prononce [pɪl]
  - poule se prononce [pʊl]
  - sud se prononce [sʏd]
  - pour, rouge, rive, douze restent tels quels (syllabe terminée par le phonème /r/, /v/, /z/ et /ʒ/)
  - poulet, puma, piler restent tels quels (la consonne suivante est dans une autre syllabe)

- les voyelles longues en syllabe finale fermée sont prononcées comme des diphtongues dans le langage populaire, mais il y a des voyelles longues qui sont des allophones des voyelles courtes quand ces derniers sont avant les phonèmes /ʁ/, /z/, /v/, /vʁ/ et /ʒ/ :
  - faire se prononce [faɛ̯ʁ]
  - fort se prononce [fɑɔ̯ʁ]
  - peur se prononce [paœ̯ʁ]
  - neutre se prononce [nøy̯tʁ]
  - pâte se prononce [pɑʊ̯t] (ou [pɑːt])
  - côte se prononce [koʊ̯t]

- les voyelles nasales sont différentes :
  - /ɑ̃/ se prononce [ã] ou [æ̃], selon le locuteur
  - /ɛ̃/ se prononce [ẽɪ̯̃] ou [ãɪ̯̃], selon le mot (cinq se prononce [sãɪ̯̃k])
  - /ɔ̃/ se prononce [õʊ̯̃]
  - /œ̃/ se prononce [ɚ̃] et se distingue toujours de /ɛ̃/

- les voyelles /a/ et /ɑ/ se prononcent [ɑ] ~ [ɔ] en syllabe finale ouverte (sauf les déterminants et les prépositions) :
  - pas se prononce [pɑ] ~ [pɔ]
  - chat se prononce [ʃɑ] ~ [ʃɔ]
  - chocolat se prononce [ʃɔkɔlɑ] ~ [ʃɔkɔlɔ]
  - la, ma, ta, sa, à se prononcent comme en France
  - ça se prononce toujours [sa] en sujet mais [sɑ] ~ [sɔ] en complément

- /ɥ/ se prononce souvent [y], ce qui cause la séparation d'une syllabe en deux : nuage se prononce /ny.aʒ/, au lieu de /nɥaʒ/ (cela arrive parfois en France)

- l'élision de /ə/, bien que presque toujours optionnelle, y est plus fréquente qu'ailleurs :
  - je te peut se prononcer [ʒœ.tœ] ou [ʃtœ]
  - je pense peut se prononcer [ʒœ.pã:s] ou [ʃpã:s]
  - je mange peut se prononcer [ʒœ.mã:ʒ] ou [ʒmãːʒ]

### Enfrançais de Belgique
On peut distinguer différents accents wallons : l'accent carolorégien, l'accent namurois, l'accent ardennais et l'accent liégeois, en plus de l'accent bruxellois. Le parler des locuteurs belges a cependant de nombreux traits communs :
- maintien d'oppositions phonétiques entre certaines voyelles :
  - entre /a/ et /ɑː/ (patte et pâte se prononcent différemment),
  - /ɛ/ et /ɛː/ (mettre et maître se prononcent différemment),
  - /ɛ̃/ et /œ̃/ (brin et brun se prononcent différemment),
  - /o/ et /ɔ/ (peau et pot, fausse et fosse se prononcent différemment) ;
- prononciation de [ɛ], au lieu de [e], dans les syllabes ouvertes atones (les est prononcé [lɛ]) ;
- prononciation des voyelles finales suivies d'un /ə/ comme des voyelles longues (amie /a.miː/, boue /buː/), avec parfois l'ajout d'une semi-voyelle (Lucie [ly.siːj], aimée [ɛ.meːj], bue [byːɥ]) ;
- absence de la semi-voyelle /ɥ/, qui est remplacée par /w/ avant /i/ (fuir [fwiːʁ]) et sinon par /y/ (tuer [ty.(w)e]) ;
- prononciation en deux syllabes de certaines séquences semi-voyelle + voyelle (lion [li(j)ˈõ], buée [by(w)ˈe], louer [lu(w)ˈe]) ;
- subsistance de [ʀ] comme allophone de [ʁ] ;
- réalisation de /j/ hors coda :
  - affrication après dentale : [tʃɛ.ʁi] pour Thierry, [di.dʒe] pour Didier, [ka.tʃa] pour Katia, [ɡo.tʃe] pour Gauthier bien que cette tendance à la palatalisation à Liège de /t/ et /d/ devant /j/ + voyelle ne soit pas généralisée,
  - fortition avant voyelle : [bʝɛːʁ] bière et [ʝɛs] yes, sauf en position intervocallique [bɑ.je] bailler ;
- présence d'un phonème /w/ pour des mots en ⟨w⟩ que la prononciation traditionnelle prononce /v/ : /wa.ɡɔ̃/ pour wagon, /we.se/ pour W.-C., /ve.we/ pour VW, /be.ɛm.we/ pour BMW, etc. Quelques mots font parfois exception : Wallonie et wallon se prononcent respectivement /walɔˈni/ et /waˈlõ/, même en français de France. La lettre ⟨w⟩ est d'ailleurs souvent appelée wé /we/ ;
- prononciation de vingt parfois [væ̃ːt] si le mot est isolé ou en fin de phrase. À Paris, il ne se prononce [væ̃ːt] que dans les nombres vingt-deux à vingt-neuf et en liaison devant une voyelle ou un h non aspiré.

Caractéristiques marquées sociolinguistiquement[réf. nécessaire] :
- prononciation fréquente de /ɛːn/ et /ɛːm/ par [ɛ̃ːn] et [ɛ̃ːm] respectivement. Ainsi, peine se prononce [pɛ̃ːn] et même se prononce [mɛ̃ːm] à Mons, La Louvière ;
- glottalisation fréquente de /t/ en milieu de mot : [mæ̃ʔnɒ̃] pour maintenant[réf. nécessaire] ;
- prononciation occasionnelle de [lj], au lieu de [j], dans certains mots où il y avait jadis /ʎ/ (travailler, ailleurs) ;
- insertion d'une semivoyelle dans un hiatus de voyelles aux point d'articulation smilaire (créer [kʁe.je]) ;
- assourdissement des consonnes sonores finales, lorsque d se prononce /t/, b se prononce /p/, « une grande digue » devient [yn.ɡʁɒ̃t.ˈdiːk], prononciation associée avec Liège et la "Belgique à papa" ;
- allongement des voyelles avant consonne voisée : Liège [ljeːʃ], maigre [meːɡʁ], poudre [puːdʁ], voire [meːk] (maigre) et [puːt] (poudre) pour les personnes parlant avec un accent prononcé, l'allongement ayant fréquemment une valeur phonétique : tigre /tiːk/ avec la chute des consonnes finales opposé à tic /tik/ ;
- existence de [h] comme phonème dans la région liégeoise ; la hotte = « h » aspiré ;
- prononciation occasionnelle de /i/ à Liège en [ɪ], ministre [mɪ.nɪstʁ], ville [vɪl] ;
- prononciation occasionnelle de /y/ à Liège en [ʌ] quand il est bref : bus [bʌs], cactus [kak.tʌs].

### Enfrançais de Suisse
Le français de Suisse, ou suisse romand, à l'instar du français de Belgique, est en réalité composé de plusieurs accents typiques, différents et distinguables : l'accent fribourgeois, l'accent genevois, l'accent jurassien, l'accent neuchâtelois, l'accent valaisan et l'accent vaudois. Ces accents sont les restes des parlers arpitans localisés selon le canton, des dialectes qui étaient parlés autrefois. Le Français pourra donc s'étonner, en plus de constater des différences de vocabulaire, de constater des changements typiques du français de Suisse.
- Dans le canton de Vaud, les /s/ avant des consonnes peuvent être prononcés ([tɑ̃d̪iskə] pour tandis que).
- Les mots avec le suffixe latin -um se prononcent parfois [-um] au lieu de [-ɔm].
- Il y a une tendance générale à produire le son [ɜ̃] au lieu de [ɛ̃] sur l'avant de la cavité buccale, avec la bouche mi-fermée, au lieu de le prononcer avec la bouche ouverte dans le fond de cette même cavité.